# Фехтование на летней Универсиаде 2019
Фехтование на летней Универсиаде 2019 — соревнования по фехтованию в рамках летней Универсиады 2019 года пройдут с 4 июля по 9 июля в итальянском городе Салерно, на территории спортивного центра Centro Universitario Sportivo CUS Salerno. Будут разыграны 12 комплектов наград.

## История
Турнир по фехтованию на Универсиадах постоянно входят в соревновательную программу. Этот вид программы является обязательным для летних Универсиад.
На прошлой Универсиаде в Тайбэе победу одержала команда Венгрии, которая собрала 6 медалей, из них 3 золотых. Япония, Россия и Украина завоевали по две золотые медали.
Программа настоящих игр по сравнению с предыдущими не изменилась.

## Правила участия
Мероприятия по фехтованию будут организованы в соответствии с последними техническими правилами Международной федерации фехтования.
В соответствии с Положением FISU, спортсмены должны соответствовать следующим требованиям для участия во Всемирной универсиаде (статья 5.2.1):
- До соревнований допускаются студенты обучающиеся в настоящее время в высших учебных заведениях, либо окончившие ВУЗ не более года назад.
- Все спортсмены должны быть гражданами страны, которую они представляют.
- Участники должны быть старше 17-ти лет, но младше 28-ми лет на 1 января 2019 года (то есть допускаются только спортсмены родившиеся между 1 января 1991 года и 31 декабря 2001 года).

## Календарь
| ЦО | Церемония открытия | ● | Квалификации | 2 | Финалы соревнований | ЦЗ | Церемония закрытия |

| Июль       | 2 Вт | 3 Ср | 4 Чт | 5 Пт | 6 Сб | 7 Вс | 8 Пн | 9 Вт | 10 Ср | 11 Чт | 12 Пт | 13 Сб | 14 Вс | Соревнования |
| ---------- | ---- | ---- | ---- | ---- | ---- | ---- | ---- | ---- | ----- | ----- | ----- | ----- | ----- | ------------ |
| Фехтование |      | ЦО   | 2    | 2    | 2    | 2    | 2    | 2    |       |       |       |       | ЦЗ    | 12           |

## Результаты

### Мужчины
| Дисциплина                 | Золото                    | Серебро                   | Бронза                                              |
| -------------------------- | ------------------------- | ------------------------- | --------------------------------------------------- |
| Сабля. Личные. Мужчины     | О Сангук Республика Корея | Фредерик Киндлер Германия | Маттео Нери Италия Разван Урсачи Румыния            |
| Шпага. Личные. Мужчины     | Мартин Рубеш Чехия        | Дмитрий Гусев Россия      | Хьомин Чжан Республика Корея Войцех Коланчик Польша |
| Рапира. Личные. Мужчины    | Дамиано Розателли Италия  | Гийом Бьянчи Италия       | Медди Элис Франция Юто Уено Япония                  |
| Сабля. Командные. Мужчины  | Республика Корея          | Германия                  | Франция                                             |
| Шпага. Командные. Мужчины  | Республика Корея          | Россия                    | Италия                                              |
| Рапира. Командные. Мужчины | Италия                    | Республика Корея          | Россия                                              |

### Женщины
| Дисциплина                 | Золото                      | Серебро                | Бронза                                              |
| -------------------------- | --------------------------- | ---------------------- | --------------------------------------------------- |
| Сабля. Личные. Женщины     | Сара Бальцер Франция        | Люсия Лукарини Италия  | Микела Баттистон Италия Сюин Чжеон Республика Корея |
| Шпага. Личные. Женщины     | Александра Луи Мари Франция | Евгения Жаркова Россия | Роберта Марзани Италия Николь Таль Израиль          |
| Рапира. Личные. Женщины    | Эрика Кипресса Италия       | Морган Патру Франция   | Камилла Манчини Италия Малина Кэлугэряну Румыния    |
| Сабля. Командные. Женщины  | Италия                      | Франция                | Республика Корея                                    |
| Шпага. Командные. Женщины  | Россия                      | Италия                 | Польша                                              |
| Рапира. Командные. Женщины | Италия                      | Россия                 | Франция                                             |

## Медальный зачёт в фехтование
| Место | Страна  | Золото | Серебро | Бронза | Всего |
| ----- | ------- | ------ | ------- | ------ | ----- |
| 1     | Корея   | 0      | 0       | 0      | 0     |
| 2     | Франция | 0      | 0       | 0      | 0     |
| 3     | Россия  | 0      | 0       | 0      | 0     |
| 4     | Италия  | 0      | 0       | 0      | 0     |
| 5     | Япония  | 0      | 0       | 0      | 0     |
| 6     | Венгрия | 0      | 0       | 0      | 0     |
| Всего | Всего   | 12     | 12      | 12     | 36    |